# Alagel-Myulkyulyu
Alagel-Myulkyulyu (ryska: Ashagy Myul’kyulyu, azerbajdzjanska: Aşağı Mülkülü) är en ort i Azerbajdzjan.   Den ligger i distriktet Tovuz Rayonu, i den västra delen av landet, 400 kilometer väster om huvudstaden Baku. Alagel-Myulkyulyu ligger 355 meter över havet och antalet invånare är 2 218.
Terrängen runt Alagel-Myulkyulyu är platt österut, men västerut är den kuperad. Runt Alagel-Myulkyulyu är det ganska tätbefolkat, med 78 invånare per kvadratkilometer.. Närmaste större samhälle är Tovuz, 7,0 kilometer söder om Alagel-Myulkyulyu.
Trakten runt Alagel-Myulkyulyu består till största delen av jordbruksmark.